# Dzień Bezpiecznego Kierowcy
Dzień Bezpiecznego Kierowcy – święto obchodzone w Polsce 25 lipca od 2006 roku. Tego dnia przypadają imieniny Krzysztofa. 
Święty Krzysztof jest patronem kierowców, dlatego powstał pomysł obchodzenia tego dnia jako Dnia Bezpiecznego Kierowcy. Inicjatywa została podjęta przez krajowe Duszpasterstwo Kierowców, które współpracuje z Krajową Radą Bezpieczeństwa Ruchu Drogowego, oraz kierowcę rajdowego - Krzysztofa Hołowczyca, założyciela fundacji "Kierowca Bezpieczny".
Tydzień, w którym przypada święto, obchodzony jest w Kościele katolickim jako Tydzień św. Krzysztofa we współpracy z "MIVA Polska" (agendą "Komisji ds. Misji" Konferencji Episkopatu Polski).

## Święta pokrewne

### Dzień Modlitw za Kierowców
Z kolei III niedziela wielkanocna w Kościele katolickim to Niedziela Modlitw za Kierowców, zatwierdzona w kalendarzu duszpasterskim KEP jako dzień szczególnej modlitwy za kierowców i wszystkich poruszających się po drogach.

### Obchody w ONZ
W 2005 roku Zgromadzenie Ogólne ONZ ustanowiło na rok 2007 (23-29 kwietnia) pierwszy Światowy Tydzień Bezpieczeństwa na Drodze (rezolucja 60/5), skierowany głównie do młodych użytkowników dróg, zwłaszcza do młodych kierowców. Drugi Tydzień odbędzie się w 2013 roku w dniach 6-12 maja.
Tą samą rezolucją Zgromadzenie proklamowało Światowy Dzień Pamięci o Ofiarach Wypadków Drogowych, obchodzony corocznie w 3. niedzielę listopada. Dzień ten ma być wyrazem uznania dla ofiar wypadków drogowych i ich rodzin.